# Булия, Эдуард Александрович
Эдуард Александрович Булия (19 мая 1991, Иваново) — российский футболист, нападающий. Мастер спорта России.

## Биография
Родился 19 мая 1991 года в Иваново и является воспитанником местного клуба «Текстильщик». В 2008 году перешёл в клуб Премьер-лиги «Шинник», за который выступал в молодёжном первенстве. В 2009 году на правах аренды вернулся в «Текстильщик», где и начал профессиональную карьеру, отыграв за команду 9 матчей в ПФЛ.
В 2010 году дебютировал в основном составе «Шинника», который на тот момент выступал в ФНЛ. По окончании сезона покинул клуб. Следующие два года играл на любительском уровне за команды «Кооператор» и «Динамо» (Кострома). В составе «Кооператора» принимал участие в розыгрыше Кубка России.
Зимой 2013 года перешёл в клуб ПФЛ «Север». Летом 2014 года вновь подписал контракт с «Текстильщиком». Год спустя во второй раз стал игроком «Шинника». Летом 2016 года перешёл в «СКА-Хабаровск», за который провёл 24 матча и забил 1 гол. По итогам сезона «СКА-Хабаровск» добился перехода в Премьер-лигу через стыковые матчи, однако игрок покинул клуб.
В 2017 году в третий раз вернулся в «Шинник», подписав контракт на два года. Вместе с командой дошел до полуфинала Кубка России, где принял участие в матче против курского «Авангарда» (0:1) — на 46-й минуте вышел на замену вместо Никиты Безлихотнова.
В 2019 году стал игроком «Ротор» (Волгоград).
В феврале 2020 года перешел в «СКА-Хабаровск».
В июне 2023 года стал кандидатом в депутаты Ивановской областной думы от партии ЛДПР по одномандатному избирательному округу №2.